# Noero Wolff Architects
 (janvier 2023).
 (janvier 2023).
Si vous disposez d'ouvrages ou d'articles de référence ou si vous connaissez des sites web de qualité traitant du thème abordé ici, merci de compléter l'article en donnant les références utiles à sa vérifiabilité et en les liant à la section « Notes et références ».

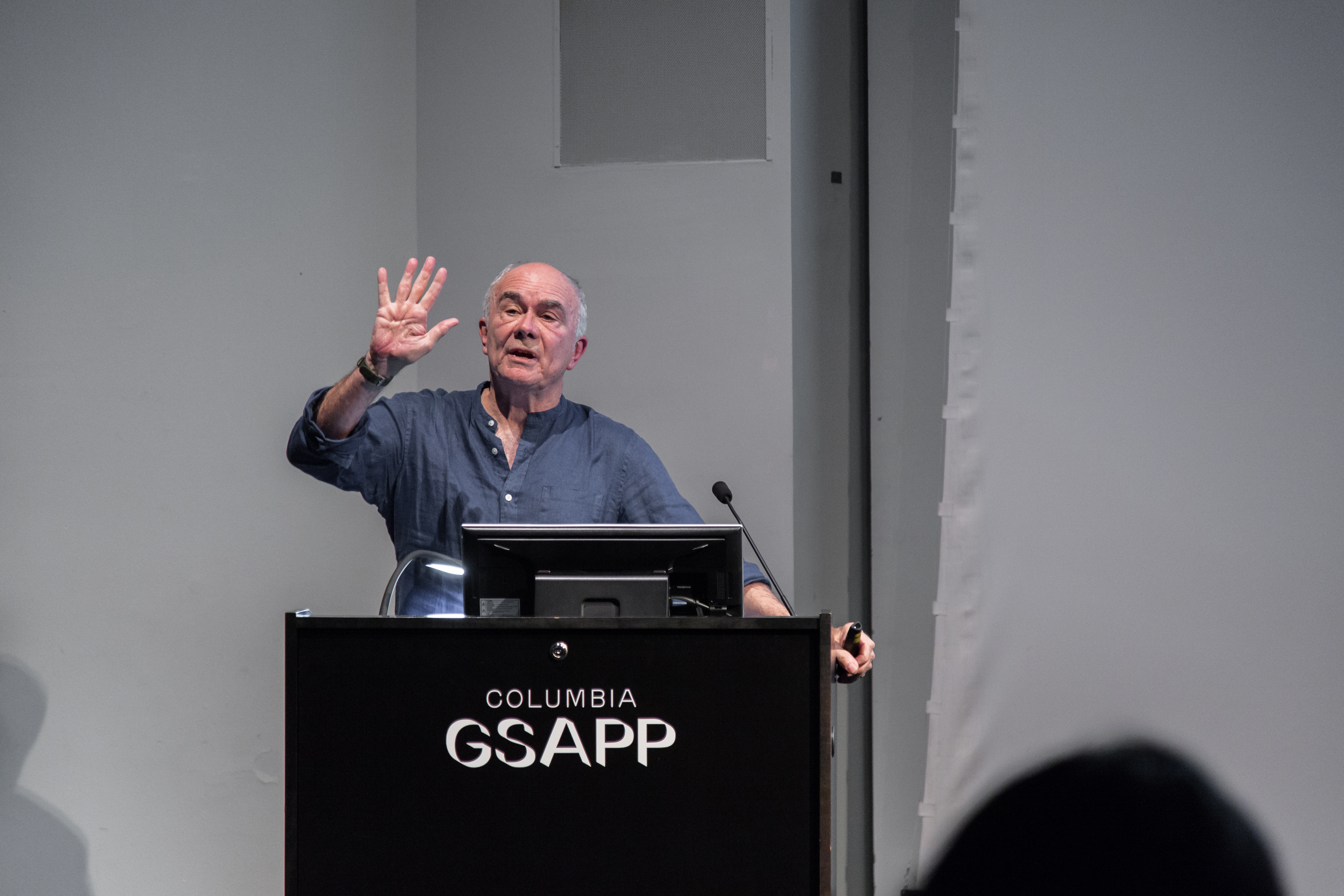
Jo Noero à la conférence Architecture in a Noisy Democracy Recent Work by Jo Noero à GSAPP.

Noero Wolff Architects est une agence d’architecture fondée en 1985 au Cap en Afrique du Sud. Elle opérait dans le mouvement mondial de la « conservation de la culture locale » apparu au tournant du XXe au XXIe siècle. Le cabinet ferme dans les années 2000, après le départ de Heinrich Wolff.

## Histoire de l'agence

### Créateurs

#### Jo Noero
Jo Noero est né en 1950 . Il est intéressé par l'architecture vernaculaire dans l'esprit des matériaux d'emballage en bois récupérés par la population noire. Il refuse l'idée de Nikolaus Pevsner (1943) selon laquelle une construction utile n'est qu'un bâtiment qui ne porte pas de l'architecture, Il refuse que le luxe et la nécessité de répondre à un besoin primaire soient séparés, ce qui correspond à l'image internationale voulue par les autorités et les concours qui ont été présentés
. Jo Noero a été élu Fellow international de l'Institut royal des architectes britanniques en 2006. Il est SACAP, SAIA, CIFA.

#### Heinrich Wolff
Henrich Wolff est un urbaniste concerné par l'habitat. Il est l'auteur de Architecture at a Time of Social Change, éditions TU Delft, 2012, où il réfléchit sur l'architecture post-apartheid en Afrique du Sud et le rôle nouveau de l'architecte . Son idée est que l'architecture apporte le changement social contre l'autoritarisme, et que ce mouvement  est inéluctable : cela passe par l'action de construire des écoles et des hôpitaux (dans les zones défavorisées quel que soit le régime politique). Il ne pense donc pas que l'architecture soit un art cathartique face au passé mais plutôt qu'elle est une source de progrès.
Jo Noero fonde en 1985 son agence d'architecture à Johannesbourg en Afrique du Sud, après ses études à l'Université du Witwatersrand. En 1994 intervient la libération de l'Afrique du Sud de l'apartheid et du blocus économique associé. Le cabinet d'architecture est nommé à l'origine Jo Noero Architects, puis devient Noero Wolff Architects en 1998 lorsque Henrich Wolff s'y associe. Jo Noero est alors professeur d'architecture à l'université du Cap de 2000 à 2005 et Heinrich Wolff y est dans la même période un enseignant à temps partiel. Ils participent en 2010 à la Biennale d’Architecture de Venise , à la Sao Paulo Biennale (2005 et 2007), au Museum of Modern Art à New York (2010) ainsi qu'à plusieurs autres salons d'architecture renommés. Ils apportent également leur soutien pour que le Cap incarne la Capitale mondiale du design 2014. La séparation des deux associés marque la fin de cette agence.

## Engagements
John Noero, membre de l'ANC, a collaboré avec des militants anti-apartheid pour soutenir la communauté noire des bidonvilles en les aidant à construire leurs propres maisons, en utilisant les matériaux abordables. Au début des années 1980, il s'est investi dans des projets qu'il a effectué à Soweto et dans les townships près de Johannesbourg. À partir de ce moment, Noero & Wolff travaillent avec cette idée d'aide sociale et décident de refuser les projets pour les clients qui ont des opinions contraires aux leurs. Ils travaillent sur des bâtiments qui ont auparavant été utilisés dans le cadre de l'idéologie répressive. Dans leurs projets hors des centres urbains actifs, ils impliquent souvent la population locale dès la conception. L'une des réalisations majeures de l'agence est le Red Location Museum (Musée Lieu-Rouge)  2005-2006, avec le Plan directeur à New Brighton en dehors de Port Elizabeth, malheureusement détruit par la population en 2013, car le projet ne s'intégrait pas dans le paysage et les mentalités. Leur engagement envers une architecture qui symbolise le quotidien des personnes en Afrique du Sud et les possibilités qu'offre ce contexte difficile les conduit à réaliser simultanément de nombreux « projets petits ou importants »,comme par exemple, en 1990, la maison de Desmond Tutu.

## Prix

### Prix d'excellence
- Carrières Soweto Centre 1993, Soweto.[réf. nécessaire]

### Prix international
- Daimler Chrysler Award (en) - 2007 remporté par Heinrich Wolff[13]

- Prix international de Chicago Athenaeum - 2007 Usasazo Secondary School
- Ruth et Ralph Erskine Award - Ruth et Ralph Erskine Prix de la Fondation nordique pour 1993 à Jo Noero pour les bâtiments scolaires à Soweto et Duduza
- Prix de leadership du Monde - 2005 pour le Musée Lieu Rouge
- R.I.B.A. Prix International - 2006 pour le Musée Lieu Rouge
- Dedalo Minosse Prix de mention élogieuse - 2006 pour le Musée Lieu Rouge

## Publications

### Articles
- Architectural Review - Mai - 2006
- Architectural Record - Feb - 2006
- Archidea - Belgique - Automne 2001
- The Architectural Review - Royaume-Uni - Juillet 2001
- World Architecture - Royaume-Uni - Janvier 2001
- Le Chronicle of Higher Education - Washington DC, États-Unis - 21 avril 2000
- Harvard Design Journal - États-Unis - Été 1999
- Architectural Record - New York - États-Unis - Septembre 1999
- Architectural Record - New York - États-Unis - Juin 1999
- Inland Architecte - Chicago - États-Unis - Été 1998
- Inland Architecte - Chicago - États-Unis - Printemps 1998
- The Architectural Review - Royaume-Uni - Octobre 1997
- Spazio e Società - Rivista Internazionale di Arcitectura - Milan, Italie - Vol. 77-1997
- Fichiers AA - Annales de l'Architectural Association - Nombre de Londres 31 - Été 1996
- Dimensions - Journal de l'École d'Architecture - Université du Michigan - Vol. 10-1996
- The Architectural Review - Royaume-Uni - Décembre 1995
- The Architectural Review - Royaume-Uni - Mars 1995
- The Architectural Review - Royaume-Uni - Juillet 1995
- Suède Journal of Architecture - Suède - Janvier 1994
- Norwegian Journal of Architecture - Norvège - Juin 1996
- Union des architectes Revue internationale - Royaume-Uni - 1986 – 1985